# Vera Nemirova
Vera Nemirova (bulgarisch Вера Немирова; * 1972 in Sofia, Bulgarien) ist eine bulgarisch-deutsche Opernregisseurin.

## Werdegang
Ihre Eltern waren der Autor und Regisseur Jewgeni Nemirov und die Atomphysikerin und Opernsängerin Sonja Nemirova (1942–2021). Ihre Mutter wurde 1982 an das Volkstheater Rostock verpflichtet, Vera Nemirova kam mit ihr nach Deutschland. Sie studierte Musiktheaterregie an der Hochschule für Musik Hanns Eisler in Berlin, wobei sie Meisterkurse primär bei Ruth Berghaus und Peter Konwitschny belegte. Seit 1996 ist sie als Regisseurin an verschiedenen europäischen Theatern tätig, darunter dem Teatro Liceu Barcelona, der Staatsoper Berlin, der Oper Bonn, dem Theater Magdeburg, der Nationaloper Bukarest, dem Theater Freiburg, der Oper Graz, der Hamburgischen Staatsoper, dem Luzerner Theater, den Salzburger Festspielen und der Wiener Staatsoper. Von 2010 bis 2012 erarbeitete sie an der Oper Frankfurt Richard Wagners Ring des Nibelungen.

## Veröffentlichungen
- Die Katze Ivanka, in: Katzenmusik und Katerstimmung: Tierisch-musikalische Geschichten, herausgegeben von Elke Heidenreich und illustriert von Rudi Hurzlmeier, Bertelsmann, München 2012, ISBN 978-3-570-58036-3 (= Edition Elke Heidenreich bei C. Bertelsmann).